# 紋別郡
- 令制国一覧 > 北海道 (令制) > 北見国 > 紋別郡
- 日本 > 北海道 > オホーツク総合振興局 > 紋別郡

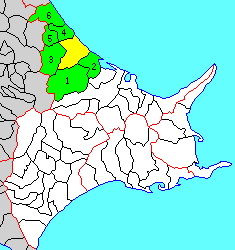
北海道紋別郡の位置（1.遠軽町 2.湧別町 3.滝上町 4.興部町 5.西興部村 6.雄武町 黄：明治期）

紋別郡（もんべつぐん）は、北海道（北見国）オホーツク総合振興局の郡である。
人口35,788人、面積3,912.64km²、人口密度9.15人/km²。（2025年6月30日、住民基本台帳人口）
以下の5町1村を含む。
- 遠軽町（えんがるちょう）
- 湧別町（ゆうべつちょう）
- 滝上町（たきのうえちょう）
- 興部町（おこっぺちょう）
- 西興部村（にしおこっぺむら）
- 雄武町（おうむちょう）

滝上町・興部町・西興部村・雄武町は西紋と呼ばれる場合がある。

## 郡域
1879年（明治12年）に行政区画として発足した当時の郡域は、概ね上記5町1村に紋別市を加えた区域にあたる。後に常呂郡との間で境界変更が行われている。現存する日本の郡では最も面積が大きい。

## 歴史

### 郡発足までの沿革
江戸時代の紋別郡域は西蝦夷地に属し、当初は松前藩によって開かれたソウヤ場所に含まれたが、後にモンベツ場所が新たに分立した。
江戸時代後期になると、南下政策を強力に進めるロシアの脅威に備え文化4年紋別郡域は天領とされた。文政4年には一旦松前藩領に復したものの、安政2年再び天領となり会津藩が紋別に出張陣屋を築き警固をおこなった。同6年の6藩分領以降は会津藩領であった。戊辰戦争（箱館戦争）終結直後の1869年8月15日、大宝律令の国郡里制を踏襲して紋別郡が置かれた。

### 郡発足以降の沿革
- 明治2年

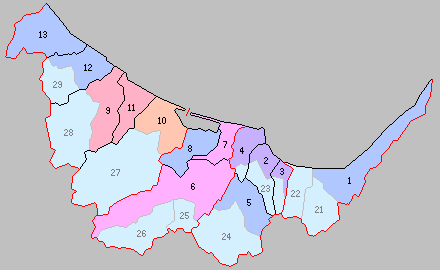
北海道一・二級町村制施行時の紋別郡の町村（9.渚滑村［第1次］ 10.湧別村 11.紋別村 12.興部村 13.雄武村 赤：紋別市 橙：湧別町 青：区域が発足時と同じ町村および合併を経ていない町村 水色：分立して現存する町村 27.遠軽村 28.滝上村 29.西興部村）

  - 8月15日（1869年9月20日） - 北海道で国郡里制が施行され、北見国および紋別郡が設置される。開拓使が管轄。
  - 8月29日（1869年10月4日） - 和歌山藩の領地となる（北海道の分領支配）。
- 明治3年8月 - 再び開拓使の管轄となる。
- 明治5年
  - 4月9日（1872年5月15日） - 全国一律に戸長・副戸長を設置（大区小区制）。
  - 10月10日（1872年11月10日） - 4月に設置された区を大区と改称し、その下に旧来の町村をいくつかまとめて小区を設置（大区小区制）。
  - 同年、モンベツ村、モウベツ村、ショコツ村、オコッペ村、ルロチ村、サロル村、雄武村、幌内村、沢木村、ユウベツ村が成立。
- 明治8年（1875年）- 漢字表記が定まっていなかった村名に漢字を当て、紋別村、藻鼈村、渚滑村、興部村、瑠橡村、沙留村、湧別村とする。
- 明治9年（1876年）9月 - 従来開拓使において随意定めた大小区画を廃し、新たに全道を30の大区に分ち、大区の下に166の小区を設けた。

- 第27大区
  - 4小区 ： 紋別村、藻鼈村、瑠橡村、渚滑村、幌内村、興部村、沢木村、湧別村、沙留村、雄武村

- 明治12年（1879年）7月23日 - 郡区町村編制法の北海道での施行により、行政区画としての紋別郡が発足。
- 明治13年（1880年）7月 - 網走郡外三郡役所（網走斜里常呂紋別郡役所）の管轄となる。
- 明治15年（1882年）2月8日 - 廃使置県により根室県の管轄となる。
- 明治19年（1886年）
  - 1月26日 - 廃県置庁により北海道庁根室支庁の管轄となる。
  - 2月 - 根室支庁が廃止。
- 明治30年（1897年）11月5日 - 郡役所が廃止され、網走支庁の管轄となる。
- 明治39年（1906年）4月1日 - 北海道二級町村制の施行により、湧別村、渚滑村（第1次）（いずれも二級村、単独村制）が発足。（2村）
- 明治42年（1909年）4月1日 - 北海道二級町村制の施行により、紋別村、藻鼈村の区域をもって紋別村（二級村）が発足。（3村）
- 明治43年（1910年）4月1日 - 湧別村の一部（湧別原野基線6号線以南）が分立して上湧別村（二級村）が発足。残部は改称して下湧別村（二級村）となる。（4村）
- 大正4年（1915年）4月1日 - 北海道二級町村制の施行により、以下の町村が発足。（6村）
  - 興部村（二級村） ← 興部村（現・興部町、西興部村）、瑠橡村、沙留村（現・興部町）
  - 雄武村（二級村） ← 雄武村、幌内村、沢木村（現・雄武町）
- 大正7年（1918年）4月1日 - 渚滑村の一部が分立して滝上村（二級村）が発足。（7村）
- 大正8年（1919年）
  - 4月1日 - 上湧別村の一部（サナブチ川以南の湧別川と生田原川流域）が分立して遠軽村（二級村）が発足。（8村）
  - 5月1日 - 紋別村が町制施行して紋別町（二級町）となる。（1町7村）
- 大正10年（1921年）4月1日 - 紋別町が北海道一級町村制を施行。
- 大正14年（1925年）1月1日（1町9村）
  - 遠軽村の一部（湧別原野44号以南）が分立して生田原村（二級村）が発足。
  - 興部村の一部（大字興部村の一部）が分立して西興部村（二級村）が発足。
- 昭和7年（1932年）6月1日 - 渚滑村（第1次）の一部が分立して下渚滑村（二級村）が発足。（1町10村）
- 昭和9年（1934年）4月1日 - 遠軽村が北海道一級町村制・町制を施行して遠軽町（一級町）となる。（2町9村）
- 昭和12年（1937年）11月1日 - 渚滑村（第1次）が改称して上渚滑村（二級村）となる。
- 昭和13年（1938年）4月1日 - 上湧別村が北海道一級町村制を施行。
- 昭和15年（1940年）
  - 1月1日 - 下渚滑村が改称して渚滑村（第2次）となる。
  - 4月1日 - 下湧別村が北海道一級町村制を施行。
- 昭和18年（1943年）6月1日 - 北海道一・二級町村制が廃止され、北海道で町村制を施行。二級町村は指定町村となる。
- 昭和21年（1946年）
  - 8月1日 - 遠軽町の一部が分立して丸瀬布村、一部（白滝原野・白滝・旧白滝の各一部）が分立して白滝村がそれぞれ発足。いずれも指定町村の対象外。（2町11村）
  - 10月5日 - 指定町村を廃止。
- 昭和22年（1947年）
  - 5月3日 - 地方自治法の施行により北海道網走支庁の管轄となる。
  - 10月1日 - 滝上村が町制施行して滝上町となる。（3町10村）
- 昭和23年（1948年）10月1日 - 雄武村が町制施行して雄武町となる。（4町9村）
- 昭和25年（1950年）11月15日 - 下湧別村の一部（字床丹）が常呂郡佐呂間村に編入。
- 昭和26年（1951年）4月1日 - 興部村が町制施行して興部町となる。（5町8村）
- 昭和28年（1953年）
  - 9月29日 - 上湧別村が町制施行して上湧別町となる。（6町7村）
  - 10月1日（8町5村）
    - 下湧別村が改称、即日町制施行して湧別町となる。
    - 丸瀬布村が町制施行して丸瀬布町となる。
- 昭和29年（1954年）
  - 4月1日 - 生田原村が町制施行して生田原町となる。（9町4村）
  - 7月1日 - 紋別町・上渚滑村・渚滑村が合併して紋別市が発足、郡より離脱。（8町2村）
- 平成17年（2005年）10月1日 - 遠軽町・丸瀬布町・生田原町・白滝村が合併し、改めて遠軽町が発足。（6町1村）
- 平成21年（2009年）10月5日 - 上湧別町・湧別町が合併し、改めて湧別町が発足。（5町1村）
- 平成22年（2010年）4月1日 - 網走支庁が廃止され、オホーツク総合振興局の管轄となる。